# Layer 2 Forwarding Protocol
Layer 2 Forwarding Protocol (L2F) (Протокол эстафетной передачи на втором уровне) — один из протоколов туннелирования, разработанный компанией Cisco Systems для создания виртуальных частных сетей связи через Интернет.
L2F не обеспечивает шифрования и конфиденциальности сам по себе, он опирается на инкапсулируемый протокол для обеспечения конфиденциальности. L2F был специально разработан для туннелирования трафика протокола PPP.
Описание протокола L2F находится в RFC 2341.

## История
Протокол конкурировал с другим популярным туннельным протоколом PPTP с 1996 года. Итогом конкуренции стало подписание в 1997 году соглашения между разработчиками этих протоколов (компаниями Cisco и Microsoft) о создании нового протокола, на основе как L2F, так и PPTP. Названием нового протокола стало L2TP, и он получил поддержку Специальной комиссии интернет-разработок .

## Формат пакетов L2F
Структура протокола L2F выглядит следующим образом:
| +   | 0                       | 1                       | 2                       | 3                       | 4                       | 5                       | 6                       | 7                       | 8                       | 9                       | 10                      | 11                      | 12                      | 13                      | 14                      | 15                      | 16 — 23               | 16 — 23               | 16 — 23               | 16 — 23               | 16 — 23               | 16 — 23               | 16 — 23               | 16 — 23               | 24 — 31               | 24 — 31               | 24 — 31               | 24 — 31               | 24 — 31               | 24 — 31               | 24 — 31               | 24 — 31               |
| --- | ----------------------- | ----------------------- | ----------------------- | ----------------------- | ----------------------- | ----------------------- | ----------------------- | ----------------------- | ----------------------- | ----------------------- | ----------------------- | ----------------------- | ----------------------- | ----------------------- | ----------------------- | ----------------------- | --------------------- | --------------------- | --------------------- | --------------------- | --------------------- | --------------------- | --------------------- | --------------------- | --------------------- | --------------------- | --------------------- | --------------------- | --------------------- | --------------------- | --------------------- | --------------------- |
| 0   | F                       | K                       | P                       | S                       | 0                       | 0                       | 0                       | 0                       | 0                       | 0                       | 0                       | 0                       | C                       | Версия                  | Версия                  | Версия                  | Протокол              | Протокол              | Протокол              | Протокол              | Протокол              | Протокол              | Протокол              | Протокол              | Порядковый номер      | Порядковый номер      | Порядковый номер      | Порядковый номер      | Порядковый номер      | Порядковый номер      | Порядковый номер      | Порядковый номер      |
| 32  | Идентификатор мультипл. | Идентификатор мультипл. | Идентификатор мультипл. | Идентификатор мультипл. | Идентификатор мультипл. | Идентификатор мультипл. | Идентификатор мультипл. | Идентификатор мультипл. | Идентификатор мультипл. | Идентификатор мультипл. | Идентификатор мультипл. | Идентификатор мультипл. | Идентификатор мультипл. | Идентификатор мультипл. | Идентификатор мультипл. | Идентификатор мультипл. | Идентификатор клиента | Идентификатор клиента | Идентификатор клиента | Идентификатор клиента | Идентификатор клиента | Идентификатор клиента | Идентификатор клиента | Идентификатор клиента | Идентификатор клиента | Идентификатор клиента | Идентификатор клиента | Идентификатор клиента | Идентификатор клиента | Идентификатор клиента | Идентификатор клиента | Идентификатор клиента |
| 64  | Размер                  | Размер                  | Размер                  | Размер                  | Размер                  | Размер                  | Размер                  | Размер                  | Размер                  | Размер                  | Размер                  | Размер                  | Размер                  | Размер                  | Размер                  | Размер                  | Смещение              | Смещение              | Смещение              | Смещение              | Смещение              | Смещение              | Смещение              | Смещение              | Смещение              | Смещение              | Смещение              | Смещение              | Смещение              | Смещение              | Смещение              | Смещение              |
| 96  | Ключ пакета             | Ключ пакета             | Ключ пакета             | Ключ пакета             | Ключ пакета             | Ключ пакета             | Ключ пакета             | Ключ пакета             | Ключ пакета             | Ключ пакета             | Ключ пакета             | Ключ пакета             | Ключ пакета             | Ключ пакета             | Ключ пакета             | Ключ пакета             | Ключ пакета           | Ключ пакета           | Ключ пакета           | Ключ пакета           | Ключ пакета           | Ключ пакета           | Ключ пакета           | Ключ пакета           | Ключ пакета           | Ключ пакета           | Ключ пакета           | Ключ пакета           | Ключ пакета           | Ключ пакета           | Ключ пакета           | Ключ пакета           |
| 128 | Тело сообщения          | Тело сообщения          | Тело сообщения          | Тело сообщения          | Тело сообщения          | Тело сообщения          | Тело сообщения          | Тело сообщения          | Тело сообщения          | Тело сообщения          | Тело сообщения          | Тело сообщения          | Тело сообщения          | Тело сообщения          | Тело сообщения          | Тело сообщения          | Тело сообщения        | Тело сообщения        | Тело сообщения        | Тело сообщения        | Тело сообщения        | Тело сообщения        | Тело сообщения        | Тело сообщения        | Тело сообщения        | Тело сообщения        | Тело сообщения        | Тело сообщения        | Тело сообщения        | Тело сообщения        | Тело сообщения        | Тело сообщения        |
| …   | …                       | …                       | …                       | …                       | …                       | …                       | …                       | …                       | …                       | …                       | …                       | …                       | …                       | …                       | …                       | …                       | …                     | …                     | …                     | …                     | …                     | …                     | …                     | …                     | …                     | …                     | …                     | …                     | …                     | …                     | …                     | …                     |
| …   | Контрольная сумма       | Контрольная сумма       | Контрольная сумма       | Контрольная сумма       | Контрольная сумма       | Контрольная сумма       | Контрольная сумма       | Контрольная сумма       | Контрольная сумма       | Контрольная сумма       | Контрольная сумма       | Контрольная сумма       | Контрольная сумма       | Контрольная сумма       | Контрольная сумма       | Контрольная сумма       |                       |                       |                       |                       |                       |                       |                       |                       |                       |                       |                       |                       |                       |                       |                       |                       |

## Другие протоколы VPN
- IPsec
- Layer 2 Tunneling Protocol (L2TP)
- Parallel Line Internet Protocol (PLIP)[англ.]
- Point-to-Point Tunneling Protocol (PPTP)
- Secure Sockets Layer virtual private network (SSL/TLS VPN)